# Monique de Vries
Jeanne Monique (Monique) de Vries (Den Haag, 16 augustus 1947) is een Nederlandse voormalige politica. Namens de Volkspartij voor Vrijheid en Democratie was ze lid van de Tweede Kamer en staatssecretaris op het departement Verkeer en Waterstaat.
De Vries studeerde tussen 1965 en 1973 Italiaanse taal- en letterkunde aan de Rijksuniversiteit Leiden. Vanaf de jaren tachtig was ze in verschillende functies actief binnen de partij-organisatie van de VVD, onder meer als voorzitter van de Organisatie Vrouwen in de VVD. Bij de Tweede-Kamerverkiezingen 1994 werd ze gekozen in het parlement. Ze was namens haar fractie woordvoerster hoger onderwijs en was lid van het fractiebestuur.
Op 3 augustus 1998 werd ze benoemd als staatssecretaris van Verkeer en Waterstaat in het zojuist geformeerde kabinet-Kok II. Na de Tweede Kamerverkiezingen 2002 keerde ze terug in de Tweede Kamer. In januari 2003 verliet ze het parlement om dijkgraaf van Hoogheemraadschap Hollands Noorderkwartier te worden. Deze functie legde ze neer op 1 januari 2009. Hierop is Monique de Vries ambassadeur geworden voor Justitie van proactieve geschilbeslechting door de overheid.
- Nederlandse Thesaurus van Auteursnamen: 237371022
- Parlement.com: vg09llls7jxj
- Virtual International Authority File: 286190221
- WorldCat: E39PBJk8Yb36MFTRdmdYKDV3cP